# Świeca kalendarzowa
Świeca kalendarzowa - świeca adwentowa zapalana w domach w czasie modlitw rodzinnych i wspólnych posiłków zgodnie z tradycją Kościoła katolickiego.
Świeca jest ozdobiona motywami adwentowymi i posiada daty poszczególnych dni adwentu. Każdego dnia pali się ją do miejsca wyznaczonego na dany dzień. Dopala się ją do końca w czasie kolacji wigilijnej.